# Коронавирусима изазвана инфекција животиња
Коронавирусима изазвана инфекција животиња, која је откривена још 1930-тих година, може бити један од узрочника бројних патолошких стања у ветеринарској медицини, и узрочник пада производње у сточарству.

## Опште информације
Инфенкције коронавирусима препознате су као узрочници патолошких стања у ветеринарској медицини још од 1930-их. Коронавируси могу да заразе читав низ животиња, укључујући свиње, говеда, коње, камиле, мачке, псе, глодаре, птице и слепе мишеве.
Већина животињских коронавируса инфицира цревни тракт и преноси се фекално-оралним путем. Значајни истраживачки напори били су усмерени на расветљавање вирусне патогенезе ових животињских коронавируса, посебно од стране вирусолога заинтересованих за ветеринарске и зоонотске болести.

### Инфекција животиња хуманим коронавирусом
Према досадашњим студијама нису забележене значајније инфекције паса или мачка хуманим ковидом 19, мада је нпр. у Хонг Конгу забележен један случај у коме је власник заразио свог 17 година старог пса. Међутим истраживања су показала да се мачке могу заразити и вирус пренети на друге мачке, јер се вирус са човекових руку лако пренеси у крзно, што треба да подстакне власнике да предузму „разумне мере предострожности“, све до избегавања контакта човека са својим или кућним љубимцима током њихове шетње ван куће.
Током претходне епидемије вируса Сарс-КоВ у Хонг Конгу 2003. године, велики број кућних љубимаца се заразио корнавирусом, али ниједна се животиња није разболела, тако да нема доказа да пси и мачке могу да оболе или заразе људе.
Зашто у време пандемије ковида 19 не треба пуштати мачке напоље?
Британско ветеринарско удружење истиче да било која површина, па самим тим и мачје крзно, може неко време бити носилац вируса „ако је кућни љубимац био у контакту са неким ко је болестан, јер ковид 19 може пренети свом власнику”. Отуда и препорука ветеринара да кућни љубимци у време епидемије остану код куће.
Такође све превентивне мере заштите против ковида 19 треба применити и на животињама, укључујући и изолацију животиња ако се неко од укућана не осећа добро и сумња на вирусну инфекцију.

## Домаће животиње
Коронавируси могу да заразе припитомљене птице. Корона вирус све више забрињава живинарску индустрију због високог морталитета од инфекције, његовог брзог ширења и утицаја на ниво производње.  и тиме смањују производњу меса и јаја и узрокује знатан економски губитак.
Вирус инфективног бронхитиса (ИБВ), је врста коронавируса која узрокује птичји заразни бронхитис., који код пилића, циља не само респираторни тракт већ и урогенитални тракт. Вирус се може проширити на различите органе пилета. Вирус се преноси аеросолом и храном загађеном фецесом.
Постоје различите вакцине против ИБВ које су помогле да се ограничи ширење вируса и његових варијанти. Вирус заразног бронхитиса један је од бројнијих сојева из групе птичјих коронавируса (Avian coronavirus).
Још један од сојева птичјег коронавируса је ћурећи коронавирус (ТКВ) који узрокује ентеритис код ћурака.
Коронавируси утичу и на друге гране сточарства, попут узгоја свиња и телади. Коронавирус синдрома акутне дијареје свиња (САДС-ЦоВ), који је повезан са коронавирусом слепих мишева ХКУ2, изазива дијареју код свиња.
Вирус који изазива епидемијску дијареју код свиња (ПЕДВ) је коронавирус који се недавно појавио.
Вирус преносивог гастроентеритиса (ТГЕВ), који је члан врсте Alphacoronavirus-а 1, је још један коронавирус који изазива дијареју код младих свиња.
У говедарској индустрији говеђи коронавирус (БКВ), који је члан врсте Betacoronavirus-а 1 која је повезан са HCoV-OC43 вирусом, одговорним за озбиљан обилнк ентеритиса код младе телади.

## Домаћи кућни љубимци
Коронавируси могу да заразе домаће кућне љубимце као што су мачке и пси. Постоје два облика мачјих коронавируса који припадају врсти  Alphacoronavirus 1.
Ентерички коронавирус мачака је је мање патоген итиме мањег клиничког значаја, али спонтана мутација овог вируса може резултовати инфективним перитонитисом код мачака, који је са високим морталитетом.
Постоје два различита коронавируса који могу да заразе псе. Пасји коронавирус (ККоВ), који је члан врсте  Alphacoronavirus 1, који изазива благе гастроинтестиналне болести. Пасји респираторни коронавирус (КРКоВ), који је члан врсте Betacoronavirus 1, повезан је са HCoV-OC43, који изазива респираторне болести. Слично томе, постоје и две врсте инфекција коронавирусом.
Енрички коронавирус узрокује гастроинтестинални синдром познат као епизоотски катарални ентеритис (ЕКЕ) и смртоноснију системску верзију вируса (попут ФИП код мачака) познату као системска коронавирусна омча (ФСК).

## Лабораторијске животиње
Коронавируси могу да заразе лабораторијске животиње ненамерно и намерно у циљу истраживања. Вирус хепатитиса миша (МХВ), који је члан врсте  Murine coronavirus, изазива епидемијску болест мишева са високим морталитетом, посебно међу колонијама лабораторијских мишева.
Пре открића САРС-КоВ, узрочник вирусног хепатитиса мишева је био најбоље проучаван коронавирус и ин виво и ин витро, као и на молекуларном нивоу. 
Неки сојеви вирусног хепатитиса мишева узрокују прогресивни демијелинизујући енцефалитис код мишева који је коришћен као мишји модел за мултиплу склерозу.
Вирус сиалодакриоаденитис (СДАВ), који је сој врсте  Murine coronavirus-а, је високо заразни коронавирус лабораторијских пацова, који се може преносити између животињских јединки директним контактом и индиректно аеросолом. 
Цревни коронавирус зеца изазива акутне гастроинтестиналне болести и дијареју (пролив) код младих европских зечева. Стопе смртности од овог типа коронавируса су високе.

## Превенција и лечење
Развијене су бројне вакцине које користе различите методе против хуманог коронавируса САРС-КоВ-2. Такође су идентификовани антивирусни циљеви против хуманих коронавируса, попут вирусних протеаза, полимераза и улазних протеина. Развијају се и лекови који циљају ове протеине и различите нивое вирусне репликације.
Доступне су вакцине за животињске коронавирусе ИБВ, ТГЕВ и Canine CoV, иако је њихова ефикасност ограничена. 
У случају избијања епидемије високо заразним животињским коронавирусимаа, као што је ПЕДВ, могу се користити мере попут уништавања целих стада како би се спречио пренос вируса на друга стада.